# Literaturjahr 1562
Liste der Literaturjahre

Literaturjahr 1562 | ►►

Weitere Ereignisse
Dieser Artikel behandelt das Literaturjahr 1562.

## Ereignisse

### Maya-Codices

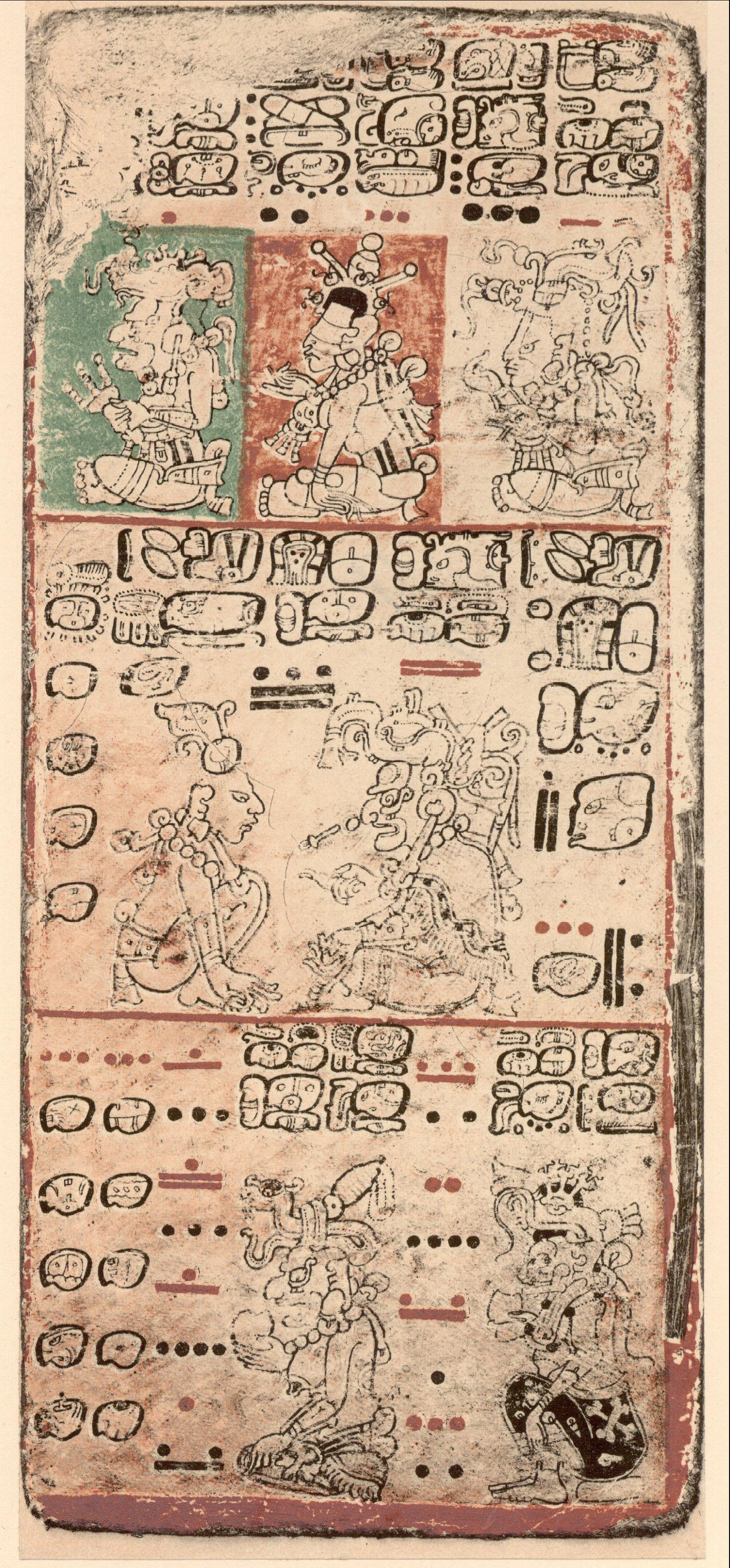
Seite 9 des Dresdner Codex

- 12. Juli: Diego de Landa lässt als Bischof von Yucatán bei einem Autodafé Schriften, Bilder und Symbole der Maya verbrennen. Er will damit Indios zum christlichen Glauben bekehren. Nur vier Maya-Codices bleiben erhalten. Es sind dies der Madrider Codex (auch Codex Tro-Cortesianus, 112 Seiten), der Dresdener Codex (auch Codex Dresdensis, 74 Seiten), der Pariser Codex (auch Codex Peresianus, 22 Seiten) und der Grolier Codex (11 Seiten), der nur noch als Fragment erhalten und möglicherweise eine Fälschung ist.

### Lyrik

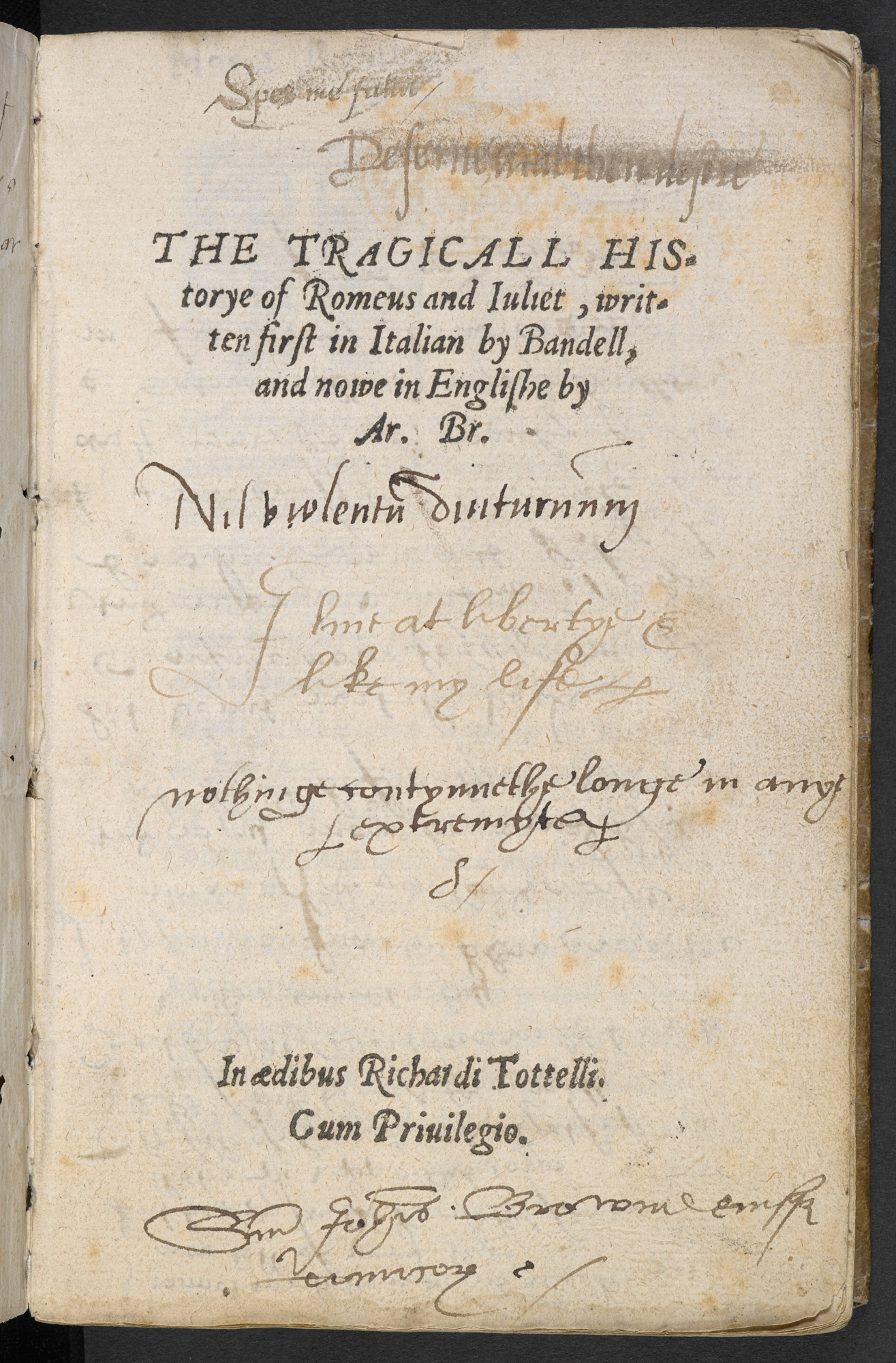
Titelblatt von The Tragicall Historye of Romeus and Juliet

- Die Verserzählung The Tragicall Historye of Romeus and Juliet (Die tragische Geschichte von Romeus und Juliet) von Arthur Brooke erscheint. Sie wird gut dreißig Jahre später William Shakespeare zu seiner berühmten Tragödie Romeo und Julia anregen.

### Drama
- 18. Januar: Die von Thomas Norton und Thomas Sackville, 1. Earl of Dorset, im Vorjahr gemeinsam verfasste Tragödie Gorboduc wird in Anwesenheit von Königin Elisabeth I. von England in London uraufgeführt.

### Wissenschaft und Religion
- Die Bände V und VI der Magdeburger Centurien, einer Kirchengeschichte aus Sicht der Reformation, erscheinen.
- Petrus Ramus veröffentlicht die französische Grammatik Gramere.

## Geboren
- 27. März: Jakob Gretser, deutscher klassischer  Philologe, Historiker, Dramatiker  und Polemiker  der Gegenreformation († 1625)
- 21. April: Valerius Herberger, lutherischer Theologe, Dichter und Schriftsteller in Polen († 1627)
- 25. November: Lope de Vega, spanischer Lyriker († 1635)

## Gestorben
- 11. Februar: Johannes Stigel, deutscher Poet und Rhetoriker (* 1515)
- 7. März: Michael Lindener, deutscher Schwankdichter (* um 1520)
- 5. September: Katharina Zell, deutsche theologische Autorin und Reformatorin (* um 1497)
- 19. Oktober: Eggerik Beninga, friesischer Geschichtsschreiber, einer der ersten Staatsmänner Ostfrieslands (* 1490)
- 4. November: Hieronymus Besold, deutscher lutherischer Theologe (* um 1500)